# Уэст-Юнион (Айова)
Уэст-Юнион (англ. West Union) — город и административный центр в округе Фейетт в штате Айова в Соединённых Штатах Америки.
Согласно результатам переписи населения США, проведённой в 2020 году, число жителей города составляло 2490 человек, что лишь на четыре человека (+ 0,2%), чем было во время предыдущей переписи прошедшей в 2010 году (2486 человек).

## История

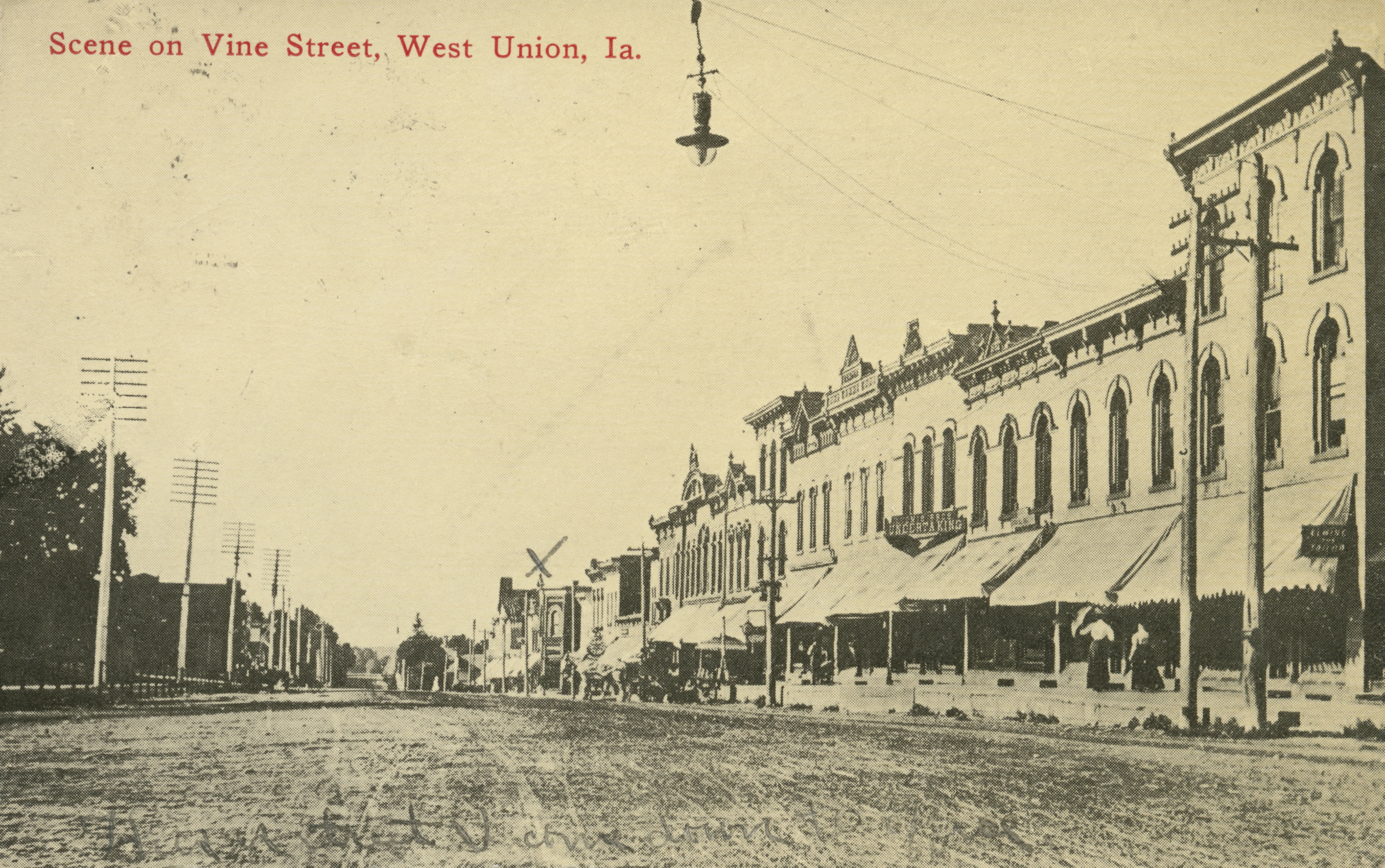
Даунтаун в 1910 году

Поселение было основано Уильямом Уэллсом, который назвал его в честь своего родного города Уэст-Юнион в штате Огайо.

## География
Согласно данным представленным Бюро переписи населения США, общая площадь города составляет 2,78 квадратных мили (7,20 км²) и вся эта территория представляет собой сушу.